# 494
494 (CDXCIV) fue un año común comenzado en sábado del calendario juliano, en vigor en aquella fecha.
En el Imperio romano, el año fue nombrado el del consulado de Rufio y Presidio, o menos comúnmente, como el 1247 Ab urbe condita, adquiriendo su denominación como 494 a principios de la Edad Media, al establecerse el anno Domini.

## Acontecimientos
- Gelasio I delimita el poder temporal del espiritual y canoniza a San Jorge.
- Entre este año y 506, los visigodos dominan la Tarraconense, en la que se van asentando diversos grupos.[1]